# Іоан Ауер
Іоан Ауер (рум. Ioan Auer, угор. János Avar) — румунський футболіст, нападник.

## Біографія
Грав за клуб АМЕФ (Арад). 8 червня 1922 року зіграв у першому офіційному матчі національної збірної Румунії на Кубку короля Олександра проти Югославії. Ця гра стала єдиною для Іоана за збірну.
| Міжнародні виступи | Міжнародні виступи | Міжнародні виступи | Міжнародні виступи | Міжнародні виступи | Міжнародні виступи      | Міжнародні виступи |
| #                  | Дата               | Місце проведення   | Суперник           | Рахунок            | Турнір                  |                    |
| ------------------ | ------------------ | ------------------ | ------------------ | ------------------ | ----------------------- | ------------------ |
| 1.                 | 8 червня 1922      | Белград, Югославія | Югославія          | 2–1                | Кубок короля Олександра |                    |